# 21445 Pegconnolly
21445 Pegconnolly (1998 HG17) là một tiểu hành tinh vành đai chính được phát hiện ngày 18 tháng 4 năm 1998 bởi Nhóm nghiên cứu tiểu hành tinh gần Trái Đất phòng thí nghiệm Lincoln ở Socorro.